# Жун Ніннін
Жун Ніннін (кит.: 荣宁宁; піньїнь: Rong Ningning; нар. 5 жовтня 1997) — китайська борчиня вільного стилю, чемпіонка світу, дворазова чемпіонка Азії, дворазова срібна призерка Кубків світу в команді.

## Життєпис
Боротьбою почала займатися з 2010 року. У 2001 році стала бронзовою призеркою чемпіонату Азії серед юніорів. У 2018 році завоювала срібну медаль чемпіонату світу серед молоді.
Виступає за спортивний клуб Сіньцзян-Уйгурського автономного району. Тренер — Сюй Куйюань.

## Спортивні результати на міжнародних змаганнях

### Виступи на Чемпіонатах світу
| Змагання                        | Збірна | Вагова категорія          | Місце  |
| ------------------------------- | ------ | ------------------------- | ------ |
| Чемпіонат світу з боротьби 2017 | КНР    | жіноча боротьба, до 58 кг | 5      |
| Чемпіонат світу з боротьби 2018 | КНР    | жіноча боротьба, до 57 кг | Золото |

### Виступи на Чемпіонатах Азії
| Змагання                       | Збірна | Вагова категорія          | Місце  |
| ------------------------------ | ------ | ------------------------- | ------ |
| Чемпіонат Азії з боротьби 2016 | КНР    | жіноча боротьба, до 55 кг | 8      |
| Чемпіонат Азії з боротьби 2018 | КНР    | жіноча боротьба, до 59 кг | Золото |
| Чемпіонат Азії з боротьби 2019 | КНР    | жіноча боротьба, до 57 кг | Золото |

### Виступи на Кубках світу
| Змагання                    | Збірна | Вагова категорія | Місце  |
| --------------------------- | ------ | ---------------- | ------ |
| Кубок світу з боротьби 2017 | КНР    | команда          | Срібло |
| Кубок світу з боротьби 2018 | КНР    | команда          | Срібло |

### Виступи на інших змаганнях
| Змагання                                   | Збірна | Вагова категорія          | Місце  |
| ------------------------------------------ | ------ | ------------------------- | ------ |
| Відкритий чемпіонат Польщі з боротьби 2017 | КНР    | жіноча боротьба, до 58 кг | Бронза |
| Гран-прі «Іван Яригін» 2018                | КНР    | жіноча боротьба, до 59 кг | Золото |
| Відкритий чемпіонат Китаю з боротьби 2018  | КНР    | жіноча боротьба, до 57 кг | Золото |
| Відкритий чемпіонат Польщі з боротьби 2018 | КНР    | жіноча боротьба, до 57 кг | Золото |
| Турнір Олександра Медведя 2018             | КНР    | жіноча боротьба, до 57 кг | Бронза |
| Klippan Lady Open 2019                     | КНР    | жіноча боротьба, до 57 кг | Золото |
| Турнір Дана Колова — Николи Петрова 2019   | КНР    | жіноча боротьба, до 57 кг | Золото |

### Виступи на змаганнях молодших вікових груп
| Змагання                                     | Збірна | Вагова категорія          | Місце  |
| -------------------------------------------- | ------ | ------------------------- | ------ |
| Чемпіонат Азії з боротьби серед юніорів 2015 | КНР    | жіноча боротьба, до 59 кг | Бронза |
| Чемпіонат світу з боротьби серед молоді 2018 | КНР    | жіноча боротьба, до 59 кг | Срібло |